# Jean Lagarde (maire de Lorient)
Ne doit pas être confondu avec Jean Lagarde (général français).
Jean Lagarde, né le 22 octobre 1912 à Lanester et mort le 20 février 1996 à Lorient est un homme politique français. Il exerce comme maire de Lorient de 1973 à 1981

## Biographie
Il exerce comme ouvrier à l'arsenal de Lorient, puis devient officier dans la Marine nationale. Militant de gauche, il intègre les mouvements de jeunesses socialistes avant-guerre. Il est élu dès 1937 comme conseiller municipal SFIO à Lanester, et conserve cette fonction jusqu'en 1941.
Il retrouve un mandat politique à l'issue des élections municipales de Lorient en 1971 en devenant l'adjoint du maire Yves Allainmat. Lorsqu'Allainmat est élu député à l'issue des élections législatives de 1973 et fait le choix de démissionner de son poste à la tête de la ville, Jean Lagarde prend la tête de la liste PS lors de l'élection municipale complémentaire et est élu en juillet 1973,
.
Des tensions surviennent entre Lagarde et Yves Allainmat lors des préparations des législatives de 1978. Allainmat annonce qu'il ne souhaite pas se représenter, et soutient la candidature de Jean-Yves Le Drian pour lui succéder. Lagarde soutient lui la candidature de Pierre Quinio. Il est alors mis en minorité une première fois par la section locale du PS, et Le Drian remporte finalement l'élection. Cette opposition atteint son apogée lorsque Le Drian est désigné comme candidat socialiste lors des élections municipales de Lorient pour lui succéder. Jean Lagarde démissionne alors en décembre 1980 avec plusieurs de ces adjoints pour protester contre cette décision de section locale du PS,,.

## Sources